# المستقبل العربي
المستقبل العربي مجلة شهرية يصدرها مركز دراسات الوحدة العربية ببيروت. وهي مجلة تعنى بالشؤون القومية ويساهم فيها كبار المفكرين والباحثين العرب ممن يشاركون المركز في أهدافه.

مجلدات من مجلة المستقبل العربي